# Maurice de Courson de La Villeneuve
Pour les articles homonymes, voir Courson.
Maurice Georges Marie de Courson de La Villeneuve (Fontevrault, 5 août 1879 – Arc-lès-Gray, 15 juin 1940) est un officier général français.
C'est l'un des 13 généraux français morts au combat durant la bataille de France.

## Biographie
Né à Fontevrault en Maine-et-Loire, il est le fils d'un officier du 66e régiment d'infanterie, Arthur Eudoxe Marie vicomte de Courson de La Villeneuve et de Marie Sophie Dutfoy.
Il se marie dans le 7e arrondissement de Paris, le 5 mars 1925 avec Marie de la Forest d'Armaillé.

### Carrière
Engagé au 3e régiment de chasseurs d'Afrique en 1900, il est admis trois ans et demi plus tard à l'École de cavalerie de Saumur.
De 1912 à 1914, il sert à l'escadron de spahis sénégalais.
Passé aux spahis marocains lorsque la Première Mondiale guerre éclate, il est promu capitaine en 1915, mais ils se morfond loin des champs de bataille français où servent ses frères et ses cousins.
À sa demande insistante, il est affecté sur le front en France où il combat dans les rangs de l'infanterie (Division marocaine en particulier) où sa conduite héroïque lui vaut d'être cité à plusieurs reprises à l'ordre de la division et de l'armée.
Terminant la Grande Guerre décoré de la Légion d'honneur et de la Croix de guerre avec huit citations, il est promu chef d'escadrons en septembre 1918.
Entre 1919 et 1928, il sert alternativement au Levant français (Syrie et Liban) et au Maroc.
Après sa promotion au grade de lieutenant-colonel en 1927, il est affecté en France le 22 mars 1928.
Il rejoint dix mois plus tard en Afrique du Nord le 1er régiment étranger de cavalerie puis le 4e régiment de spahis tunisiens.
Le 9 mai 1933, il est nommé attaché militaire en Turquie et promu colonel le 25 septembre suivant.
Ces nouvelles fonctions l'amenèrent à participer aux négociations franco-turques sur le Sandjak d'Alexandrette.
Atteint par la limite d'âge, il reçoit les étoiles de général de brigade dans la 2e section.

### Seconde Guerre mondiale
Il est rappelé à l'activité le 2 septembre 1939 et prend le commandement du groupe de dépôts de cavalerie à Lunéville.
À partir du 28 mai 1940, il organise la défense de la ville contre des incursions motorisées allemandes.
Cependant, sur ordre, le 4 juin, ses dépôts de cavalerie doivent évacuer Lunéville, qu'il choisit de quitter le dernier.
Le 15 juin, à Arc-les-Gray, le convoi dans lequel sa voiture s'est intégrée est arrêté par des blindés allemands.
Au cours de l'action, son officier d'ordonnance, le capitaine Pierre Dupuy, est tué, son chauffeur et lui-même sont blessés.
Après s'être fait panser dans une maison voisine, le général refuse de rester passif alors qu'on se bat autour de lui et sort dans la rue.
Mis en joue par trois soldats allemands et sommé de se rendre, le général de Courson porte la main à son revolver, il est alors abattu d'une rafale de pistolet mitrailleur.
Il est l'un des treize officiers généraux français morts au cours des opérations de mai-juin 1940.
Il est enterré à Navenne.

## Postérité
Sur proposition d'un de ses arrière-petits-neveux, qui en faisait partie, une promotion d'élèves officiers de réserve (EOR) de l'École de cavalerie de Saumur fut baptisée en octobre 1992 du nom de « Général de Courson de La Villeneuve ».
Doué d'un style précis et coloré, Maurice de Courson a laissé une belle correspondance rassemblée par son frère dans un recueil publié à compte d'auteur à destination de sa nombreuse famille, et dédié à la mémoire des 14 hommes de sa famille proche morts pour la France au cours des conflits du XXe siècle.

## Affectations
- Au 3e régiment de chasseurs d'Afrique en 1900.
- À l'École de cavalerie de Saumur en 1903.
- À l'escadron de Spahis Sénégalais en 1912.
- Au Spahis Marocains en 1914.
- Il fut affecté à l'infanterie sur le front en France en 1915.
- Entre le 28 février 1919 et le 21 mars 1928, il servit alternativement au Levant et au Maroc.
- Il fut ensuite affecté en France le 22 mars 1928.
- Il rejoint le 1er Régiment Étranger de Cavalerie en 1929.
- Il servit ensuite au 4e régiment de spahis tunisiens.
- Il fut nommé attaché militaire en Turquie à partir du 3 mai 1933.
- Il fut rappelé en activité le 2 septembre 1939 et prit le commandement du groupe de dépôts de Cavalerie à Lunéville.

## Décorations
|  |  |  |  |
|  |  |  |  |

### Décorations françaises
- Légion d'honneur: 
  - Chevalier le 2 septembre 1916.
  - Officier le 28 décembre 1921.
  - Commandeur le 30 décembre 1938 pour prendre rang le 4 août 1938.
- Croix de guerre 1914-1918 avec deux palmes, une étoile d'argent et une étoile vermeil.
- Médaille commémorative du Maroc avec agrafe « Maroc »'.
- Médaille coloniale avec agrafe « Sahara et Maroc »'.

### Décorations étrangères
- Chevalier de l'ordre d'Isabelle la Catholique (Espagne).
- Officier de l'ordre du Nichan Iftikhar le 27 mai 1918 (Tunisie).
- Chevalier de l'ordre de l'Aigle blanc (Serbie).
- Officier de l'ordre du Ouissam alaouite (Maroc).